# Bois-d'Amont
 Bois-d'Amont  es una comuna y población de Francia, en la región de Franco Condado, departamento de Jura, en el distrito de Saint-Claude y cantón de Morez.
Su población en el censo de 1999 era de 1.517 habitantes.
Está integrada en la Communauté de communes de la Station des Rousses .
Se encuentra en la frontera con Suiza, que dista 1,5 km por carretera (D415), pero que en línea recta está aún mucho más cerca.

## Demografía
| 1189 | 1258 | 1254 | 1255 | 1350 | 1517 |
| Para los censos de 1962 a 1999 la población legal corresponde a la población sin duplicidades (Fuente: INSEE [Consultar]) |      |      |      |      |      |